# Ацетилацетонат цинка
Ацетилацетона́т ци́нка — хелатное соединение цинка и ацетилацетона
с формулой Zn(C5H7O2)2.

## Физические свойства
Ацетилацетонат цинка образует бесцветные кристаллы моноклинной сингонии, параметры ячейки a = 1,92 нм, b = 0,84 нм, c = 2,44 нм, β = 113°, Z = 12.
Кристаллы состоят из тримеров [Zn(C5H7O2)2]3.
Возгоняется при нагревании в вакууме.
Образует кристаллогидраты состава Zn(C5H7O2)2·H2O, Zn(C5H7O2)2·2H2O
. .

## Применение
- Катализатор в органическом синтезе.